# 渡辺元智
渡辺 元智（わたなべ もとのり、1944年11月3日 - ）は、神奈川県足柄上郡松田町出身の日本の高校野球指導者。横浜高等学校硬式野球部で部長と監督を長年務め、同校を強豪校に育て上げた。孫に東北楽天ゴールデンイーグルス所属の渡邊佳明がいる。
1997年までは渡辺 元（わたなべ はじめ）名義で活動していた。

## 来歴・人物

### アマチュア時代
田中家の次男として生まれる。中学校卒業までは実の母の「田中」姓であったが、その後叔母の家系に養子縁組したため「渡辺」姓となった。
その当時神奈川県を代表する野球強豪校であった法政二高進学を目指し入学試験に合格し入学するも、高額な学費を捻出できずに横浜高等学校に入学。同校を初の夏の甲子園に導きベスト4進出を果たした「鬼の笹尾」こと監督の笹尾晃平の計らいで硬式野球部に入部。同期には後にコンビを組むこととなる小倉清一郎がいる。3番の中堅手として活躍し、2年次からは副将を務め上げるも在学中は慶応義塾・鎌倉学園・法政二高の壁が立ちはだかり、最後の夏の県予選も県4強で全国大会には出場できなかった。
高校卒業後神奈川大学に入学したが、右肩を壊し、野球部を退部し大学も中退。その後は民間企業に就職するも酒浸りの生活を送る。

### 母校・横浜高校での指導
渡辺の恩師である笹尾の監督退任時に後任に渡辺を推薦したこともあり、1965年に横浜高等学校（以降、横浜）硬式野球部部長に就任。つなぎ役の監督として専修大学で指導を行っていた高橋輝彦の下で学んだ。1968年の秋、24歳で監督に就任。
渡辺が監督に就任して以降、原貢率いる東海大相模に2勝7敗と甲子園の道を絶たれた。この当時から両校はライバル関係にあった。だが、原とは、高校野球においては、ライバルであり、敵であったと同時に、交友があったとされ、2014年の原の訃報が報じられた際には「一世を風靡したというか、一時代をつくった人。大きな壁だった。打倒原、打倒相模と追いかけたことで、（横浜の）今がある」と追悼している。
監督就任1年目の1969年の夏の県大会の決勝で武相に惜敗し、ショックの余り北海道まで逃避行したことがあった。しかし1973年の第45回選抜高等学校野球大会で、エース永川英植を擁して初出場での初優勝を達成。2012年春、史上4人目となる甲子園通算50勝目を挙げた際のインタビューでは、思い出に残る勝利としてこの年の広島商業との決勝戦を挙げた。就任当初は監督専任で臨時職員のような立場だったが、1976年から監督業の傍ら関東学院大学の2部に4年間通って教員免許を取得した。その後は同校の社会科教諭となる。
この頃について渡辺は、「部員全員にまで目が行き届かなかった。当時の部員には申し訳なく思っている」と語っている。更に結婚し2児を儲けた父親でもあった渡辺だったが、生徒の指導に熱が入る余り家族に余り目を向けることができなかったと語っている。
横浜高校創立者である黒土四郎の人生の教訓を座右の銘としており指導の際に用いられる。内容は以下の通り。
| 「 | 富士山に登る第一歩 三笠山に登る第一歩 同じ一歩でも覚悟が違う どこまで登るつもりか 目標がその日その日を支配する | 」 |

1980年の第62回全国高等学校野球選手権大会で愛甲猛を擁し優勝後、思ったような試合ができず甲子園は疎か、県大会でも勝利できずに悩むこととなる。1981年は斉藤宏、1988年から1990年は上野貴士が監督として指揮を執り、渡辺は野球部長に回った。第72回大会県大会敗退後の1990年秋、渡辺は高校の同期で当時、Y校こと横浜商業のコーチを務めていた小倉清一郎と磯子駅で再会を果たす。小倉は1977年に横浜の監督を務めたことがあったが部長職に就いた渡辺と意見が対立し短期間で横浜を去った過去があった。こういった経緯から渡辺は小倉に教員免許を取り再度、横浜で指導するよう請い、1994年に小倉を部長に監督待遇で就任させ長らく「二人監督制」で指導した。
1994年には第1回AAAアジア野球選手権大会の日本代表監督として出場し優勝を飾った。
1998年には松坂大輔ら後にプロ入りした選手4名を擁し、明治神宮野球大会、高校野球史上5校目となる甲子園連覇と国民体育大会優勝の4冠を含む史上唯一の公式戦年間無敗（44勝）を達成。
2004年に第21回AAA世界野球選手権大会の日本代表監督として出場。決勝でキューバに完封負けを喫するが準優勝を果たした。
2006年の第78回選抜高等学校野球大会で福田永将らを擁し優勝。この優勝で渡辺は1970年代から2000年代までの全ての年代で全国制覇を達成した唯一の人物となった。
2011年には、横浜の過去の実績や渡辺の高校野球界の発展に尽力した功績が評価され、芸術や社会福祉、スポーツなどの分野で横浜市の発展に貢献した者に送られる横浜文化賞（第60回）を受賞。更に同年、ホームグラウンドの横浜市で開催された第9回AAAアジア野球選手権大会の日本代表監督として出場し2度目の優勝を飾った。
2012年には、横浜の硬式野球部寮で栄養士を務めている次女の息子で、渡辺にとって孫の佳明が横浜に入学し、硬式野球部に入部した。父（監督）と息子の親子鷹は、稀にある話だが、祖父（監督）と孫のパターンは異例の出来事である。

### 指導者勇退
渡辺の指導生活と常に隣り合わせだったのが自身の病気だった。1998年の春夏連覇以前にも胃潰瘍や心房細動を患ったことがある。涌井秀章らを擁し夏の甲子園出場する直前の2004年春には脳梗塞で倒れ、水泳やウォーキング等のリハビリと食事制限をするなどして体力強化を図った。
2013年の新聞インタビューで「10年、20年とは言わないが、（2018年の）100回大会まではやりたい。」と意欲を見せていた。
しかし、持病の腰痛やメニエール病が重なったこと、2014年夏に長年コンビを組んでいた小倉が横浜の指導を退任してから自身に精神的負担が掛かったこと、今までの疲労の蓄積で思うように体が動かなくなったこと、子供達と寝食を共にすることができなくなったこと、かかりつけの医師から引退を勧められたことなどを理由に、2015年5月14日に今夏の大会をもって監督を退任することが発表された。監督後任は教え子で部長の平田徹が、部長後任は同校出身で応援指導部団長を務めた経験を持つ副部長の金子雅が務める。
この退任発表に小倉は「渡辺だから、ここまでできたということもある。グラウンド以外の部分でも、いろいろと苦労があったから。」と渡辺を労っている。更に元々、一緒に辞めようと2人で話していたと明かし、近年は渡辺が「体力の限界だ」と漏らしていたとも明かしている。
注目された県予選はノーシードながらも勝ち進み、決勝戦まで進出したが、奇しくも監督就任直後からライバル関係にあった東海大相模に決勝戦で敗れ、半世紀近くの監督生活に終止符を打った。高校側は既に、渡辺の長年の功績から硬式野球部の終身名誉監督に就任する辞令を発表しており、後任監督のサポートに回る等して引き続き指導に当たった。2017年1月30日、終身名誉監督を退任したことが明らかになった。

### 指導者退任後
高校野球中継のテレビ・ラジオ解説などを務めていたが、2024年8月21日、解説を引退すると発表した。

## その他
- 「神奈川県高校野球監督会」を1980年から開いている。これは神奈川で監督同士が、お互いに指導力を高められるいくつかのネットワークを共有できる場所を作るためである[22]。

## 指導した主な選手
- 青木実
- 永川英植
- 愛甲猛
- 山中博一
- 片平保彦
- 神山一義
- 相川英明
- 高橋建
- 高井一
- 鈴木尚典
- 部坂俊之
- 丹波幹雄
- 中野栄一
- 高橋光信
- 白坂勝史
- 紀田彰一
- 矢野英司
- 多村仁志
- 斉藤宜之
- 横山道哉
- 阿部真宏
- 幕田賢治
- 松井光介
- 松坂大輔
- 後藤武敏
- 小池正晃
- 小山良男
- 円谷英俊
- 成瀬善久
- 荒波翔
- 涌井秀章
- 石川雄洋
- 福田永将
- 佐藤賢治
- 下水流昂
- 西嶋一記
- 土屋健二
- 髙濱卓也
- 倉本寿彦
- 筒香嘉智
- 近藤健介
- 乙坂智
- 柳裕也
- 田原啓吾
- 樋口龍之介
- 髙濱祐仁
- 渡邊佳明（孫）
- 伊藤将司
- 浅間大基
- 藤平尚真
- 石川達也
- 増田珠
- 福永奨

## 指導した著名人
- 上地雄輔

## 甲子園での監督成績
| 大会名                     | 出場校 | 出場数 | 成績     | 備考              |
| -------------------------- | ------ | ------ | -------- | ----------------- |
| 選抜高等学校野球大会       | 横浜   | 15回   | 23勝12敗 | 優勝3回           |
| 全国高等学校野球選手権大会 | 横浜   | 12回   | 28勝10敗 | 優勝2回           |
| 通算                       | 通算   | 27回   | 51勝22敗 | 優勝5回、勝率.699 |

## 主な著書
- 『立ち上がれ ふり向くな "横浜"野球に捧げた熱情の半世紀』（報知新聞社：1982年3月）
- 『白球は奇跡を喚んだ―松坂大輔と青春群像』（報知新聞社：1999年4月）
- 『もっと自分を好きになれ！迷っているより、歩き出せ！胸を張れ！』（青春出版社：1999年8月）
- 『育成力〜ダメなやつほどよく伸びる〜』（角川書店：2001年8月）
- 『もっと自分を好きになれ!〜ドタン場の勝負を支える本当に強い心とは〜』（角川書店：2002年8月）
- 『いつも滑り込みセーフ』（神奈川新聞社：2006年7月）
- 『若者との接し方〜デキない子どもの育成力〜』（角川書店：2006年7月10日）
- 『ひたむきに〜松坂大輔、“超一流”への道〜』（双葉社：2007年3月）
- 『高校野球って何だろう』（報知新聞社：2012年3月）
- 『人生の勝利者たれ』（報知新聞社：2016年3月）